# Sternidius pantherinus
Sternidius pantherinus är en skalbaggsart som beskrevs av Fernando de Zayas 1975. Sternidius pantherinus ingår i släktet Sternidius och familjen långhorningar.
Artens utbredningsområde är Kuba. Inga underarter finns listade i Catalogue of Life.